# Шаванијак Лафајет
Шаванијак Лафајет (фр. Chavaniac-Lafayette) насеље је и општина у централној Француској у региону Оверња, у департману Горња Лоара која припада префектури Бријуд.
По подацима из 2011. године у општини је живело 274 становника, а густина насељености је износила 32,58 становника/km². Општина се простире на површини од 8,41 km². Налази се на средњој надморској висини од 714 метара (максималној 1.046 m, а минималној 620 m).

## Демографија
| 1962. | 1968. | 1975. | 1982. | 1990. | 1999. | 2011. |
| ----- | ----- | ----- | ----- | ----- | ----- | ----- |
| 403   | 458   | 389   | 352   | 317   | 293   | 274   |

График промене броја становника у току последњих година